# Reinhold Bernt
Reinhold Bernt, född 12 december 1902 i Berlin, Tyskland, död 26 oktober 1981 i Berlin, var en tysk skådespelare och manusförfattare.

## Filmografi i urval
- 1930 – Blå ängeln
- 1940 - Jud Süss
- 1941 - Alarm
- 1948 - Storstadsmelodi
- 1949 - Människor i Berlin
- 1956 - Atomspionage
- 1958 - Flykten från Algeriet